# Nozze rosse dei Baglioni
Con Nozze rosse dei Baglioni si indica una congiura familiare ordita tra il 14 e il 15 luglio 1500 da alcuni membri della famiglia Baglioni e da Giulio Cesare da Varano, signore di Camerino, per eliminare dal potere i Signori di Perugia Astorre, Guido e Rodolfo Baglioni. Il complotto portò all'uccisione di quest'ultimi, della moglie di Astorre, suo figlio Simonetto di Gismondo e Guido Baglioni, patriarca della famiglia. La congiura è ricordata per essere stata la più crudele e violenta del Rinascimento italiano, anche in confronto a quella della Congiura dei Pazzi ed alla Strage di Senigallia.

## Antefatti
La domenica del 28 giugno 1500 giunse a Perugia Lavinia Colonna, figlia di Giovanni e Giustina Orsini, per diventare moglie di Astorre Baglioni, figlio di Guido, che, con il fratello Ridolfo, era il capo riconosciuto della famiglia e, di fatto, anche se non per conferimento papale, il signore della città. Con il matrimonio, che attirò l'attenzione di tutta l'aristocrazia italiana, i Baglioni si imparentavano alle due più potenti famiglie principesche di Roma.

## Il matrimonio
I festeggiamenti, che durarono dodici giorni, si tennero nella piazza principale di Perugia e furono sontuosi per i vestiti e i gioielli ostentati dai convitati, per gli archi di trionfo, gli arredi, i banchetti, i canti, le musiche che coinvolsero i quartieri di Porta Sole, Porta Santa Susanna, Porta San Pietro, ma non Porta Sant’Angelo, perché da sempre avverso ai Baglioni. Una pioggia torrenziale accompagnata da tuoni, lampi e venti furiosi infuriò sin dalla prima sera e molti videro in questa tempesta un sinistro presagio, più che nel malessere diffuso, a cui mal si conciliava quell’allegria troppo ostentata per essere vera e condivisa.

## Organizzazione della congiura

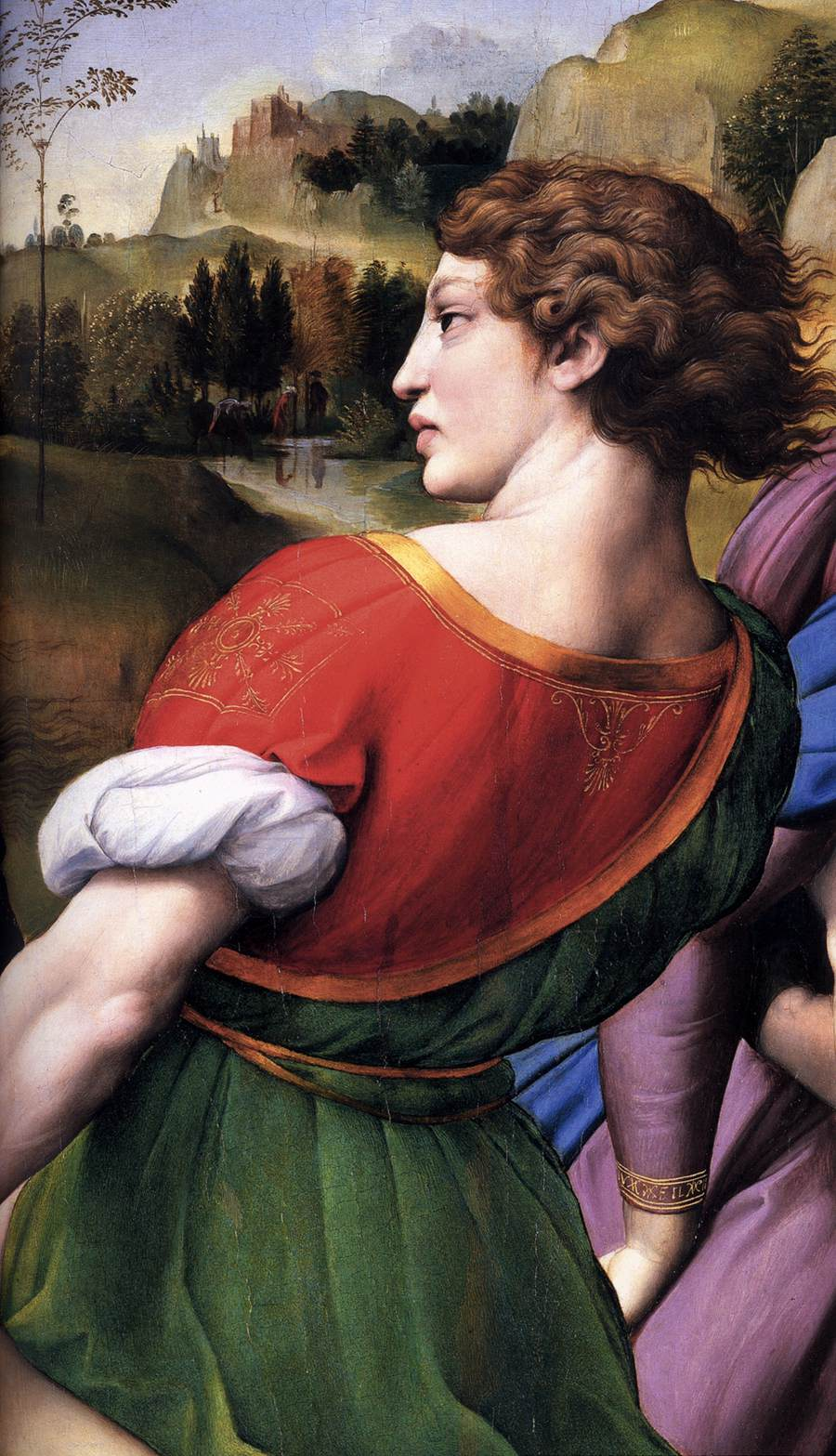
Grifonetto Baglioni

A Ponte Pattoli e a Civitella si riuniva un gruppo di congiurati con lo scopo di sterminare i capi della famiglia Baglioni e poter così subentrare nella gestione dei poteri cittadini. Ne era il capo Carlo Baglioni detto il Bargiglia,  "con un cuore orgoglioso e deciso, avido per gloria e invidioso dei suoi parenti potenti" che aveva ottenuto la complicità del ventiquattrenne Grifonetto Baglioni e di Filippo di Braccio, bastardo di casa Baglioni, nonché di Girolamo Della Penna.
Ad essi si erano aggiunti il cognato del Della Penna, Geronimo della Staffa, i fratelli Berardo, Pietro Giacomo e Ottaviano Della Cornia e il loro cugino Giovan Francesco.
In ombra rimase Giulio Cesare Varano, signore di Camerino, di cui era nipote il Barciglia, despota violento e senza scrupoli, a cui non dispiaceva di ridimensionare il potere della famiglia perugina, per accrescere i propri domini e influenze.
Molti di loro erano compagni di baldorie, scapestrati, privi di incarichi e di responsabilità, tenuti in poca considerazione, ma per questo spavaldi e ambiziosi. Solo Girolamo Della Penna disponeva di mezzi e sostanze molto consistenti, mentre Grifonetto si godeva la spensieratezza della giovinezza e viveva sotto l’influenza nefasta di Filippo, suo curatore e zio illegittimo.
Avevano concordato di passare all’azione alla fine delle feste per le nozze tra Astorre e Lavinia, approfittando anche dell’assenza momentanea da Perugia di Giampaolo Baglioni, figlio di Ridolfo e della permanenza a Spello di Adriano, figlio di Guido, detto, per la sua forza fisica e l’alta statura, Morgante.
La data dell’agguato fu decisa per la notte del 14 luglio e per mascherare le loro intenzioni i congiurati si recarono insieme ai Baglioni a San Luca, la chiesa dei Cavalieri del Santo Sepolcro, per ottenere l’indulgenza plenaria e poi cenare in amicizia e cordialità.

## La strage
In quella notte fatale tra il 14 e il 15 Luglio, le residenze Baglioni sul Colle del Sole furono attaccate e i Signori di Perugia furono assassinati.
All’alba erano tutti davanti alle case dei Baglioni e il Bargiglia, aperta la porta della casa di Guido, diede il segnale dell’attacco. Astorre, disarmato, fu ferito a morte, accanto alla moglie; Guido, benché settantacinquenne, si difese prima di essere sopraffatto, mentre Gismondo, suo figlio, fu ucciso senza che opponesse alcuna resistenza. Simonetto figlio di Ridolfo, riuscì a farsi largo tra gli assalitori e raggiungere la strada ma, anziché fuggire, preferì affrontarli, venendo ucciso a sua volta. I colpi furiosi dei cospiratori uccisero anche Gismondo Baglioni e Guido Baglioni, il patriarca della famiglia.
Cronache dicono che Filippo Baglioni, dopo aver colpito a morte Astorre con le sue proprie mani, estrasse il suo cuore fuori dal petto in un atto di estrema ferocia. Dopo, i corpi furono buttati delle finestre e furono trascinati ad insanguinare le strade cittadine.
Il fratello Giampaolo, aiutato da un suo servo, riuscì a fuggire da una finestrella che dava sui tetti vicini e, penetrato nell’abitazione vicina, aiutato da alcuni studenti, vestito con i loro abiti, raggiunse Porta Eburnea e da lì a piedi la casa del fratello Troilo, protonotario e arciprete, nei pressi delle Fonti di Veggio e poi raggiungere Marsciano.
I congiurati si recarono allora alle case dei Baglioni di Porta San Pietro, ma Gentile, prete e figlio di Guido, allertato dalle grida, a cavallo raggiunse Bastia, mentre Ridolfo, avvisato in tempo, travestito, raggiunse il vicino monastero di Santa Maria degli Angeli e, a cavallo, si rifugiò a Cannara.

## Conseguenze
Tuttavia non tutti i Signori di Perugia furono assassinati. Alcuni di loro riuscirono a scampare al massacro in maniera rocambolesca rifugiandosi nei possedimenti di Torgiano, Bevagna e Spello, come Gian Paolo Baglioni, Gentile Baglioni, Rodolfo Baglioni e Adriano Baglioni.
Il giorno dopo al mattino tornarono indietro: erano pronti per rientrare in possesso della loro città.
La strage aveva inorridito le persone di Perugia e i magistrati. I cospiratori tentarono di presentarsi agli occhi del popolo come i liberatori dalla tirannia, ma poi dovettero fronteggiare l'arrivo delle truppe di Gian Paolo Baglioni, e quindi darsi alla fuga precipitosa. Carlo Barciglia e Girolamo degli Arcipreti scappò appena in tempo, ma Grifonetto Baglioni fu catturato dai soldati di Gian Paolo e fu ucciso. Lo zio - che aveva dichiarato che non voleva macchiarsi dello stesso crimine del nipote, per cui non avrebbe ucciso un Baglioni - comandò che venisse trucidato dai suoi soldati.
La madre Atalanta Baglioni e la moglie Zenobia, lacerate da dolore, si gettarono sul suo corpo, piangendo per colui che distrusse così tragicamente la propria famiglia.